# 石俊聲
石俊聲（英語：Joseph-Louis-Adhémar Lapierre；1880年7月27日—1952年12月1日；聖名：若瑟）是天主教加拿大籍主教及魁北克外方傳教會。曾任吉林省四平街宗座代牧及四平街教區主教（1930年-1952年）。

## 生平
石俊聲出生於1880年7月27日，在加拿大魁北克南部滿地可郊區的市鎮米拉貝爾。1906年7月8日，石俊聲在25歲時晋铎，且於1921年他40歲時加入魁北克外方傳教會，其後被派遣前往中國東北傳教。
1929年8月2日，聖座分別從熱河宗座代牧區和奉天宗座代牧區劃出奉天省西部及熱河省北部地區設立四平街宗座監牧區，石俊聲神父扣擔任首任宗座監牧。
1931年日本關東軍佔領四平街，且將當地劃歸滿洲國管轄，但仍准許外籍神父繼續在當地傳教及服務。1932年6月1日，聖座將四平街宗座監牧區升格為四平街宗座代牧區，且時獲時任教宗庇護十一世任命51歲的石俊聲為首任四平街宗座代牧，領銜希臘卡迪西奧教區主教。同年8月4日，在加拿大滿地可聖母世界之后主教座堂由滿地可總教區總主教喬治·高帝爾主禮，渥太華總教區總主教吉拉姆·福布斯及蒙洛里愛教區主教約瑟夫-歐仁·李格斯襄禮晉牧。
1946年4月11日，聖座將四平街宗座代牧區升格為四平街教區，屬於满洲教省，石俊聲主教繼續出任教區正權主教。
1949年10月1日，中國共產黨在中國大陸地區建立中華人民共和國，並開始針對天主教進行宗教迫害及打壓，教會已經無法正常功能。1952年12月1日，石俊聲主教在中國吉林省四平街去世，享年72歲。四平街教區由張保祿神父獲任命為宗座監理。